# Ranunculus grenierianus
Ranunculus grenierianus là một loài thực vật có hoa trong họ Mao lương. Loài này được Jord. miêu tả khoa học đầu tiên năm 1854.